# Карпово (Опочецький район)
Карпово (рос. Карпово) — присілок в Опочецькому районі Псковської області Російської Федерації.
Населення становить 33 особи. Входить до складу муніципального утворення Пригородна волость.

## Історія
Від 2015 року входить до складу муніципального утворення Пригородна волость.

## Населення
| 2001 | 2002 | 2010 | 2013 | 2014 | 2015 | 2016 |
| ---- | ---- | ---- | ---- | ---- | ---- | ---- |
| 63   | ↘52  | ↘39  | ↘37  | →37  | ↘35  | ↘33  |